# メデューサ (兵器)
メデューサ(MEDUSA';Mob Excess Deterrent Using Silent Audio) は、2003年から2004年にかけてウェーブバンド社が設計した、指向性エネルギー兵器で、一時的に人員を無力化するための非殺傷兵器である。
この兵器は、マイクロ波聴覚効果、即ち、ある種のパルス化／変調されたマイクロ波放射を受けると、人間の頭部に強い音感が生じる現象に基づいている。開発者は、パルスパラメーターとパルスパワーの組み合わせにより、聴覚を「不快」なレベルまで高め、防護区域への侵入を抑止したり、必要であれば特定の個人を一時的に無力化することが可能であると主張している。
2005年、Sierra Nevada CorporationがWaveBand Corporationを買収した。

## See also
- Sonic weaponry

## References
1. 1 2  “Navy SBIR/STTR Search Database”.   NavySBIRProgram.com (2004年). 2008年4月9日時点のオリジナルよりアーカイブ。 Template:Cite webの呼び出しエラー：引数 accessdate は必須です。
2. ↑  “ACQUISITION OF WAVEBAND CORPORATION (WB) BY SIERRA NEVADA CORPORATION (SNC)”.   SNCorp.com (2005年5月1日). 2012年11月27日時点のオリジナルよりアーカイブ。 Template:Cite webの呼び出しエラー：引数 accessdate は必須です。